# توماس فليتشير
توماس فليتشير (15 يونيو 1881 - 29 سبتمبر 1954) (بالإنجليزية: Thomas Fletcher)‏ هو لاعب كريكت بريطاني وبريطاني (وحمل سابقاً جنسية المملكة المتحدة لبريطانيا العظمى وأيرلندا).

## وصلات خارجية
1. ↑  "Thomas Fletcher Profile - Cricket Player England | Stats, Records, Video" (بالإنجليزية). Retrieved 2024-11-24.